# Калао сулавеський
 калао сулавеський (Rhyticeros cassidix) — вид птахів родини птахів-носорогів (Bucerotidae).

## Поширення
Ендемік Індонезії. Поширений на острові Сулавесі та дрібних островах Лембег, Тогіанські острови, Муна і Бутунг.

## Опис
Забарвлення чорне, дзьоб жовтий, пір'я хвоста білого кольору, навколо очей голі ділянки шкіри блідо-блакитного кольору. Ноги темні, шкіра на горлі темно-синього кольору. У самців шия і лицьова частина голови вогненно-коричневого кольору, оранжево-червоні очі. Зверху дзьоба є висока червона каска. У самиці лицьова частина і шия чорного кольору, каска жовта, а очі коричневі.

## Спосіб життя
Цей вид мешкає у вічнозелених лісах до 1800 м над рівнем моря. Живиться, переважно, фруктами, а також дрібними тваринами, зокрема комахами, яйцями птахів і пташенятами. Гнізда будує у дуплах великих дерев на висоті 13-53 м.